# كريم هندو
كريم هندو (1986 الجزائر) هو لاعب كرة قدم جزائري.

## روابط خارجية
- كريم هندو على موقع اتحاد أوكرانيا (الإنجليزية)
- كريم هندو على موقع قاعدة بيانات كرة القدم.إي يو (الإنجليزية)
- كريم هندو على موقع Soccerway.com (الإنجليزية)